# Leucospis gigas
Leucospis gigas ist eine Erzwespe aus der Familie Leucospidae. Innerhalb der Gattung Leucospis wird die Art der gigas-Artengruppe zugeordnet.

## Merkmale
Die Weibchen sind zwischen 7 und 17,2 mm lang, die Männchen zwischen 11,2 und 14,5 mm. Die Erzwespen besitzen eine schwarze Grundfärbung mit zahlreichen gelben Zeichnungen. Im Folgenden eine Beschreibung des Weibchens nach Ye et al. (2017) sowie Baur und Amiet (2000). Der Scapus (Fühlerschaft) ist gelb gefärbt. Vorne am Scheitel befinden sich zwei gelbe Flecke. Über das gelbe Pronotum verläuft ein medial ein schwarzes Querband. Das Mesoscutum (Rückenplatte) weist seitlich ein Paar gelber Längsflecke auf sowie submedial (nahe der Mitte) ein Paar gelber Flecke. Auf dem Mesoscutellum befindet sich hinten ein U-förmiger gelber Fleck. Die Metapleuren sind gelb gefärbt. Die Flügel sind bräunlich gefärbt. Die hinteren Coxae sind baso-dorsal gelb gefärbt. Die überwiegend gelb gefärbten hinteren Femora weisen ventral (an der Unterseite) einen einem Quadrat ähnlichen schwarzen Fleck auf. Auf dem Tergit T1 befindet sich ein Paar großer quadratischer gelber Flecke, dazwischen verläuft die Ovipositorfurche. Der Clypeus ist stark vorgezogen. Die Fühlergeißel (Flagellum) ist schlank, wobei die Glieder F2–F4 deutlich länger als breit sind. Das Dorsellum (mittlere Partie des Postscutellums) ist hinten zweizähnig. Das Pronotum weist einen ausgeprägten prämarginalen Kiel auf. Die hinteren Femora weisen ventral eine aus sieben Zähnen bestehende Reihe auf, wobei der basale Zahn kurz ist, der zweite und dritte spitz sowie der vierte ziemlich stumpf. Das Tergit T1 weist eine Ovipositorfurche auf. Die Bohrerklappen reichen fast bis zum Vorderrand von Tergit T1.
Bei den Männchen sind die gelben Zeichnungselemente häufig reduziert, die Flecke im Gesicht und in der Mitte des Mesoscutums oft fehlend. Die Querbänder auf dem Gaster sind durchgehend.
In Europa gibt es mehrere ähnliche Arten, darunter L. intermedia.

## Verbreitung
Die Art ist in Südeuropa und Westasien verbreitet. Dabei kommt sie auf der Iberischen Halbinsel, in Frankreich, auf den Mittelmeerinseln Korsika und Sardinien, in Italien, der Balkanhalbinsel und nach Osten bis in den Iran vor. Weiterhin gibt es Funde aus Nordafrika, der Orientalis, Zentralasien und China (Peking, Innere Mongolei). Nach Norden hin gibt es Einzelfunde in Deutschland und in Österreich, wo sich die Art aber offenbar nicht etablieren konnte.

## Lebensweise
Die Art parasitiert Mörtel- und Blattschneiderbienen der Gattung Megachile, beispielsweise die Schwarze Mörtelbiene (Megachile parietina), Megachile pyrenaea, Megachile sicula und Megachile hungarica. Die Weibchen erscheinen im Juni. Die Oberfläche der Mörtelbienen-Nester wird mit den Antennen betrillert. Nach dem Auffinden einer für die Eiablage geeigneten Zelle wird der lange Legebohrer durch die harte Außenwand in die Brutzelle getrieben. Dieser Vorgang dauert etwa 20–60 Minuten. Manche Ruhelarven überwintern und schlüpfen erst zwei oder drei Jahre später. Frisch geschlüpfte Wespen können mit ihren kräftigen Mandibeln einen Weg durch die Wand der Brutzelle beißen und so ausfliegen. Die Art ist überwiegend parthenogenetisch (Thelytokie), Männchen wurden nur selten gefunden. Den typischen Lebensraum der Art in Südeuropa bilden Macchie und Garigue.

## Taxonomie
Ein in der Literatur zu findendes Synonym der Art lautet Leucospis varia Klug, 1814.